# 豫宁街道
豫宁街道是中华人民共和国江西省九江市武宁县下辖的一个街道办事处。

## 行政区划
豫宁街道下辖以下村级行政区划单位：
登高山社区、白石岭社区、古艾社区、樟树下社区、太婆堰社区、竹岭村社区、豫宁社区和东渡社区。